# Can Rierola (Brunyola)
Can Rierola és una masia situada al municipi de Brunyola i Sant Martí Sapresa, a la comarca catalana de la Selva. Es troba entre el torrent de Can Pla i la riera de Sant Martí.